# Заволжское-1
Кладбище «Заволжское-1» — кладбище в городе Ульяновск. Площадь составляет 250000 м², число участков 14000. Совершено порядка 56000 захоронений. Располагается на Майской горе в Заволжском районе Ульяновска. В настоящее время кладбище закрыто для новых захоронений, допускаются родственные подзахоронения.

## История
Кладбище было создано в 1955 году перед затоплением Куйбышевским водохранилищем слобод Канава, Нижняя Часовня и Королёвка, имевшие единственное кладбище на три слободы, располагалось на левом берегу Волги между ул. Самойлова и озером Черное, восточнее поворота ж-д ветки. А также сёл Петровка, Большого Пальцина, Малого Пальцина и Сосновка, имевшие свои кладбища. В ходе подготовительных работ по сооружению Куйбышевского водохранилища часть свежих захоронений была перенесена в район Верхней Часовни на «Лысую гору». Через некоторое время «Лысую гору» переименовали в «Майскую гору», где теперь находится старое Заволжское кладбище. 
Изначально на кладбище существовал мусульманский участок огороженный деревянным забором, но к концу 1980-м годам забор обветшал и был разобран. Ныне границы между христианским и мусульманским участком, из-за переполненности кладбища, не существует. 
31 августа 2022 года глава Ульяновска Дмитрий Вавилин подписал постановление о закрытии кладбища «Майская гора» в Заволжском районе для всех видов захоронений.

## Известные люди, похороненные на кладбище
Здесь похоронены военные, хозяйственные и политические деятели, работники МВД и прокуратуры, деятели науки, медицины, культуры, искусства, предприниматели, спортсмены. Наиболее известные могилы: Орехов Серафим Дмитриевич; Герои Социалистического Труда: Лагутин Алексей Фёдорович, Денисов Василий Васильевич; Лампеев Вячеслав Фролович; Бутузов Алексей Алексеевич; Герой Труда Назарова Клавдия Григорьевна;  Алексей Иванович Вихирев — тесть Андрея Дмитриевича Сахарова и др.

## Галерея

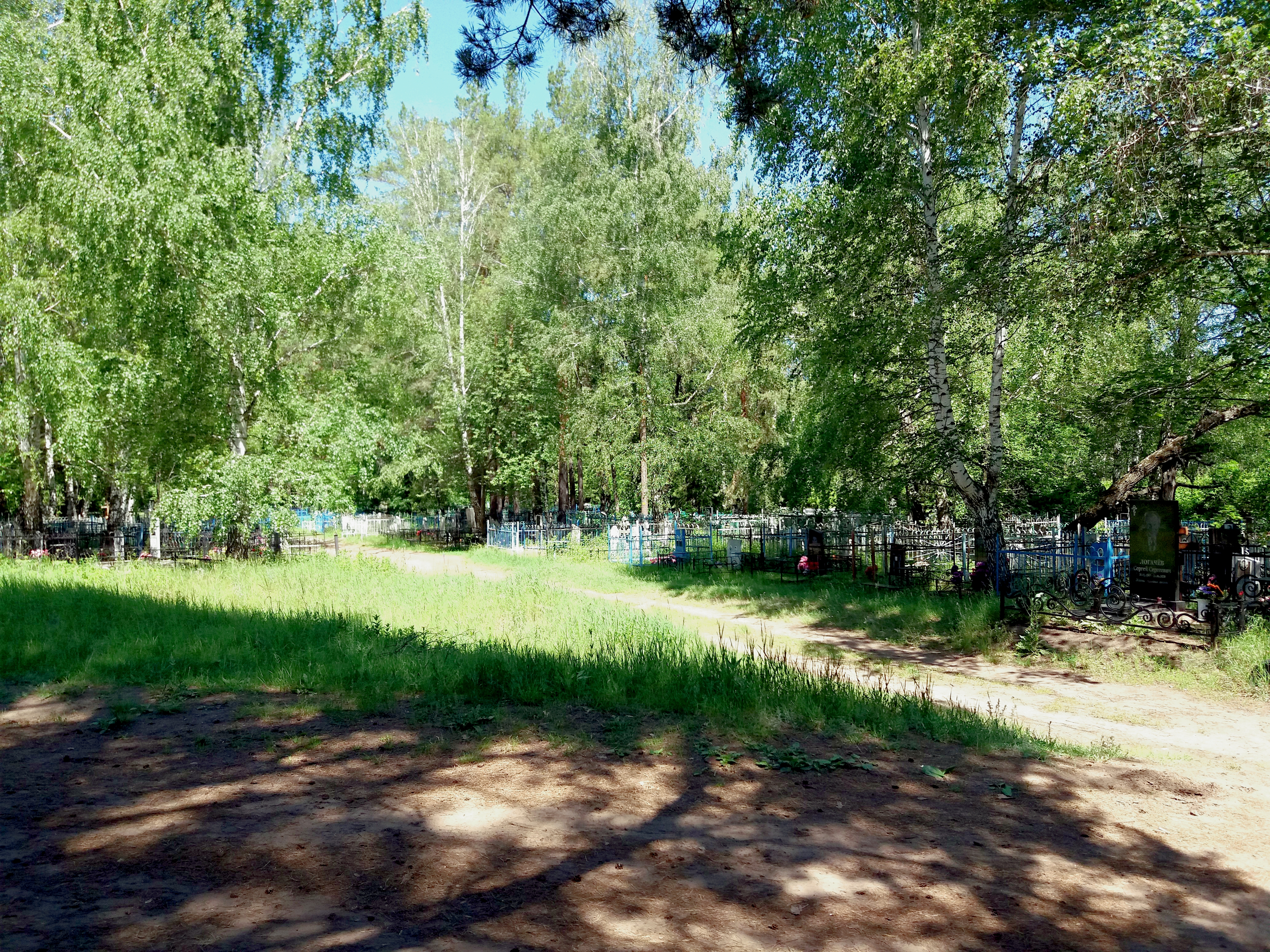
На Заволжском кладбище.
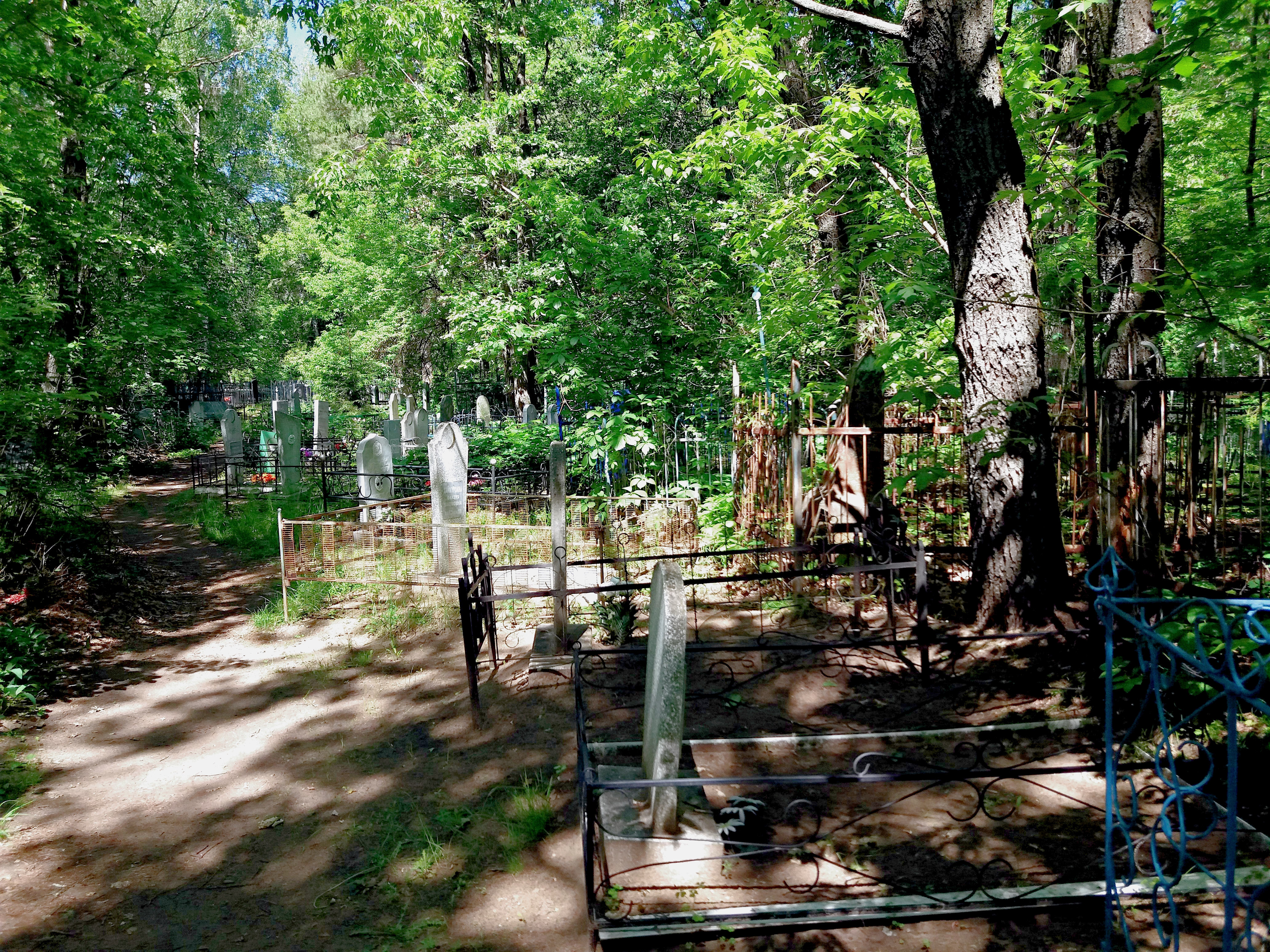
Мусульманский участок на Заволжском кладбище.
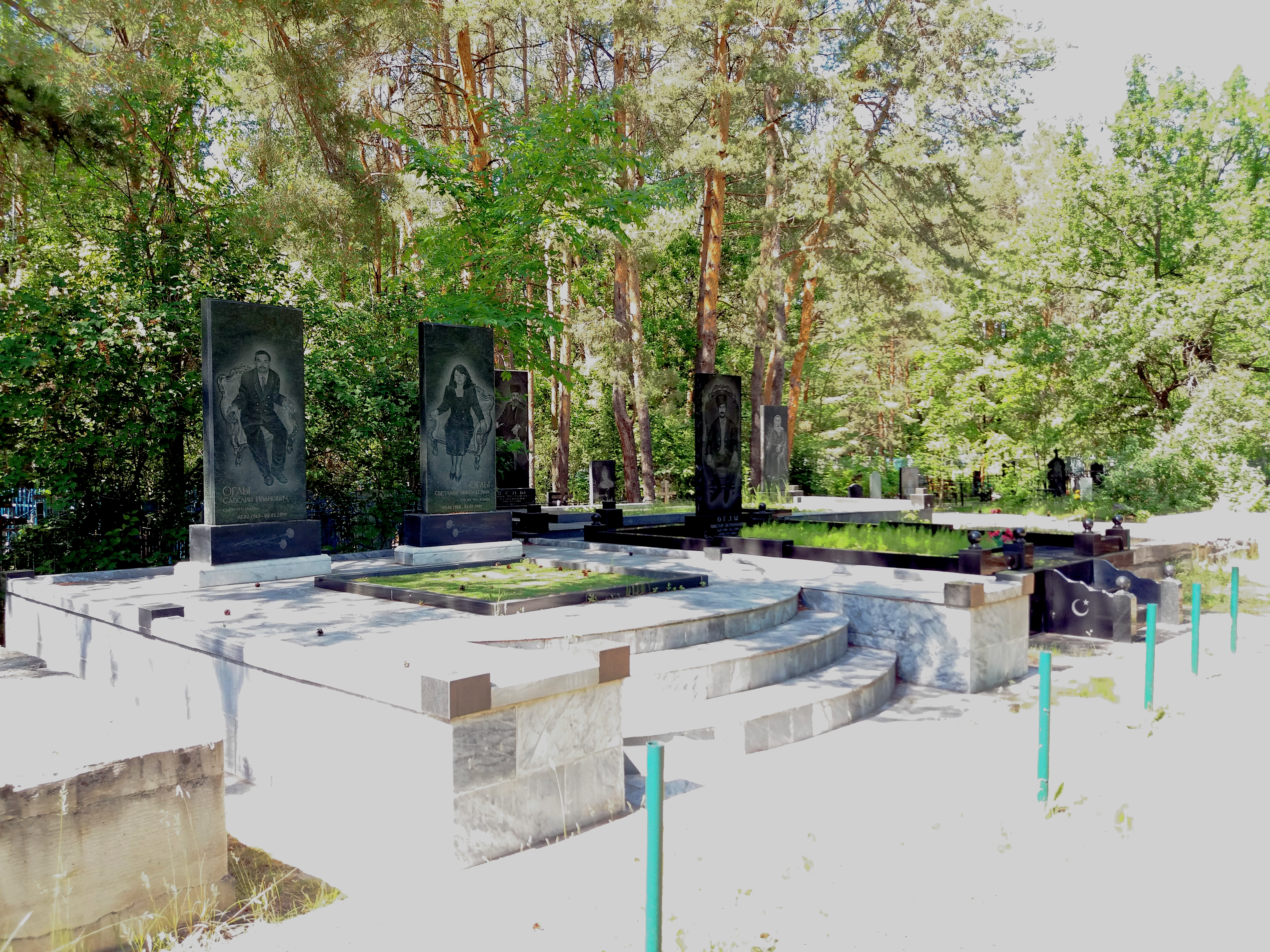
Цыганский участок Заволжского кладбища.
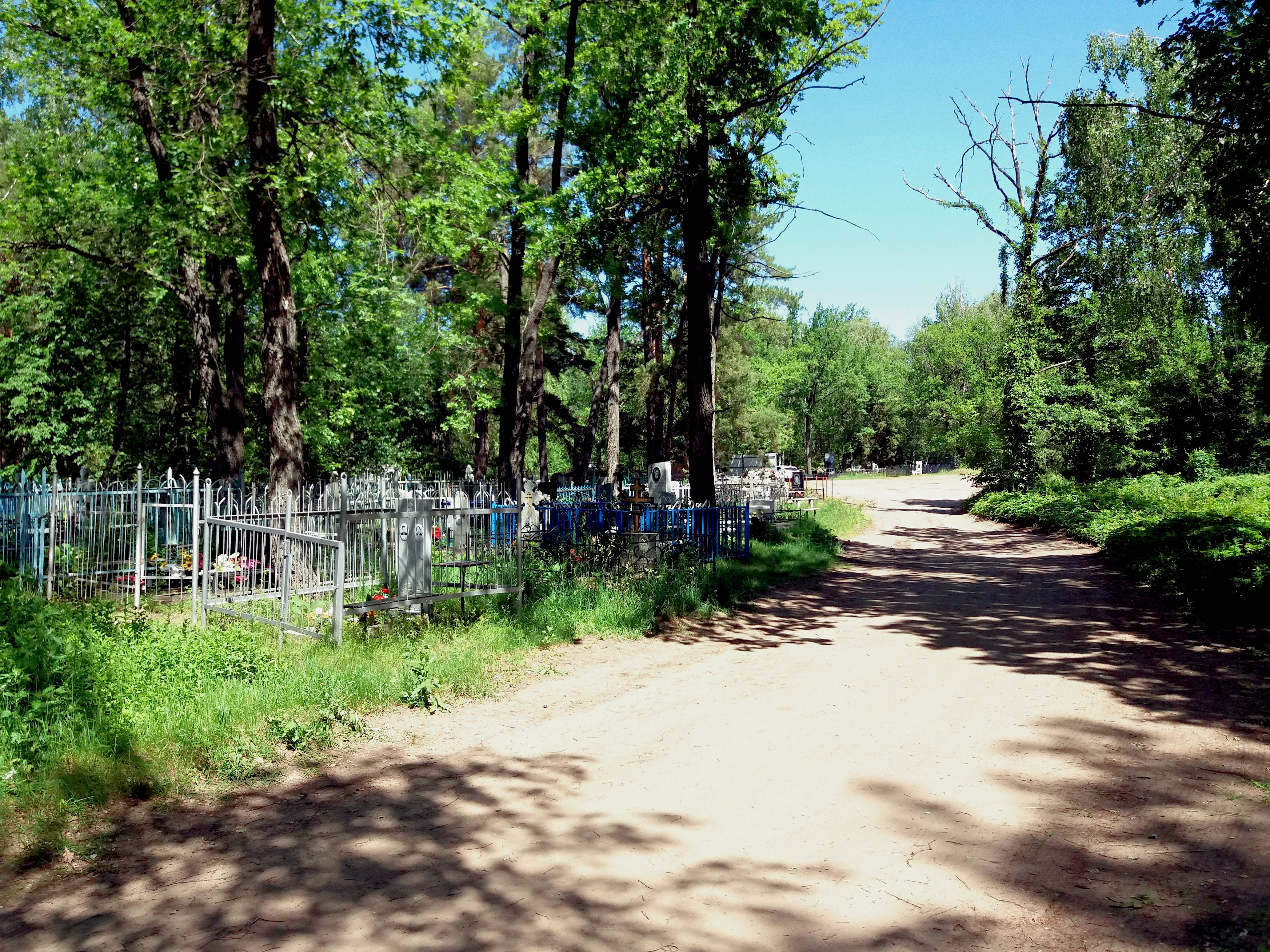
На Заволжском кладбище.
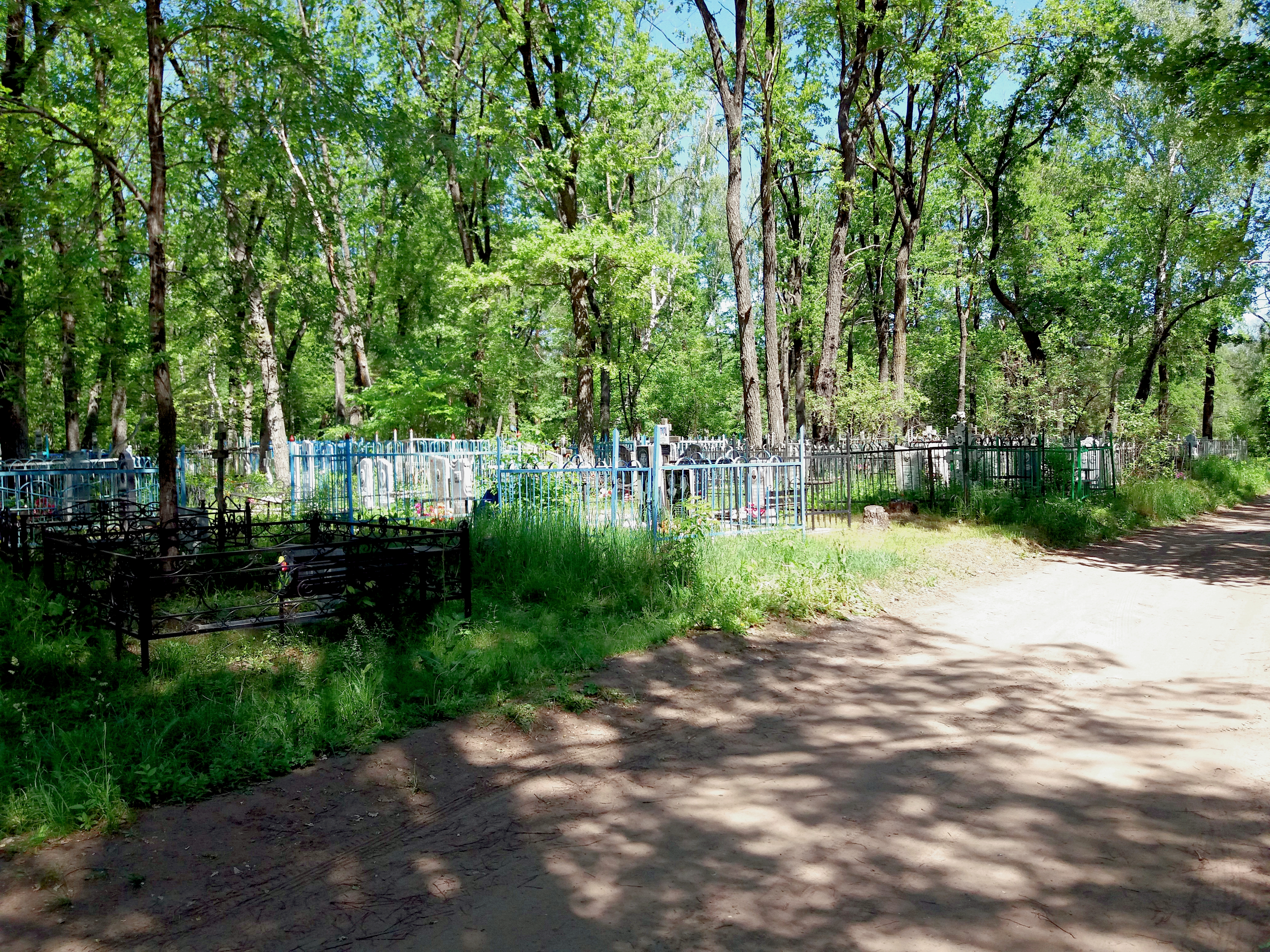
На Заволжском кладбище.
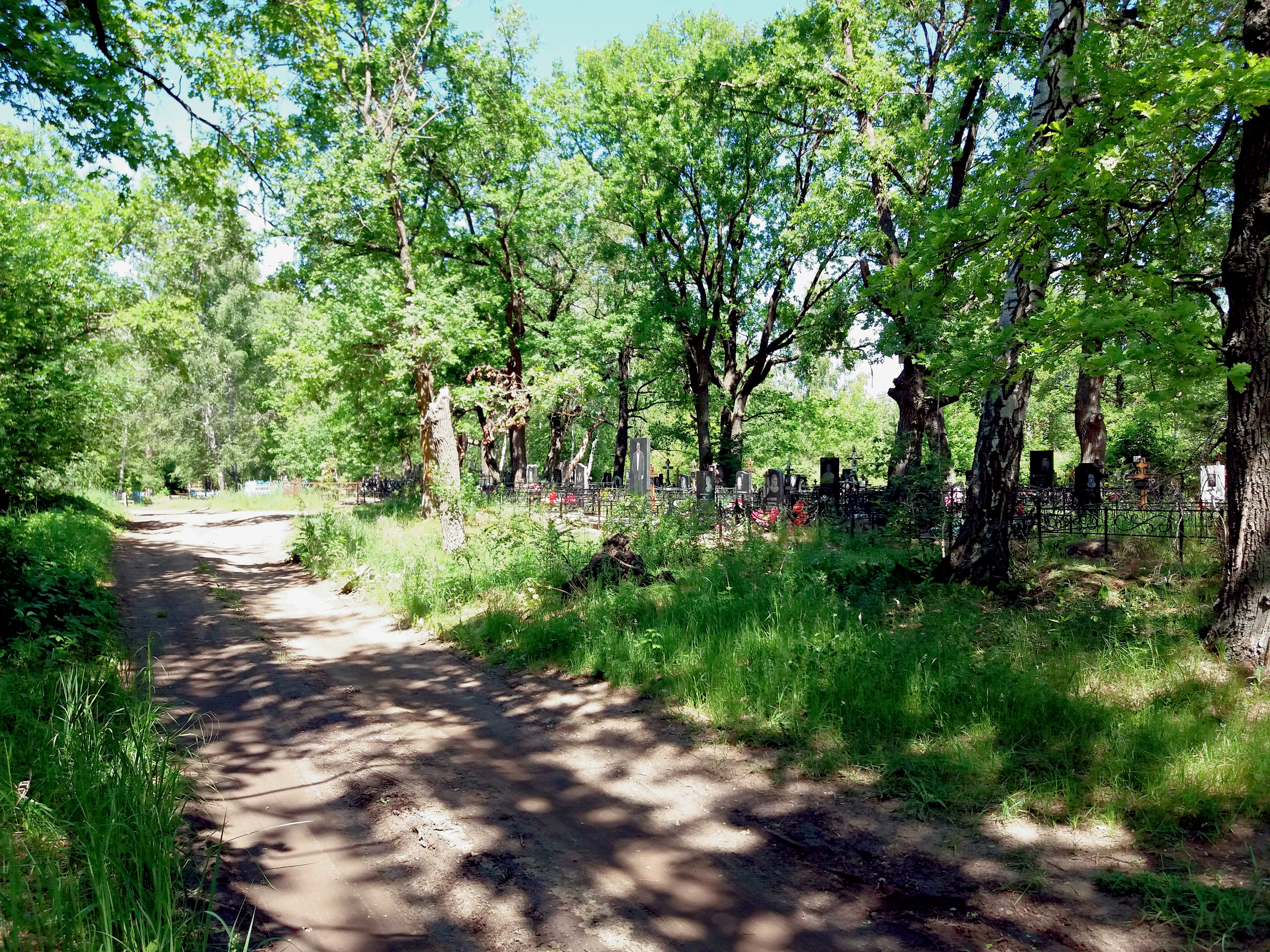
На Заволжском кладбище.
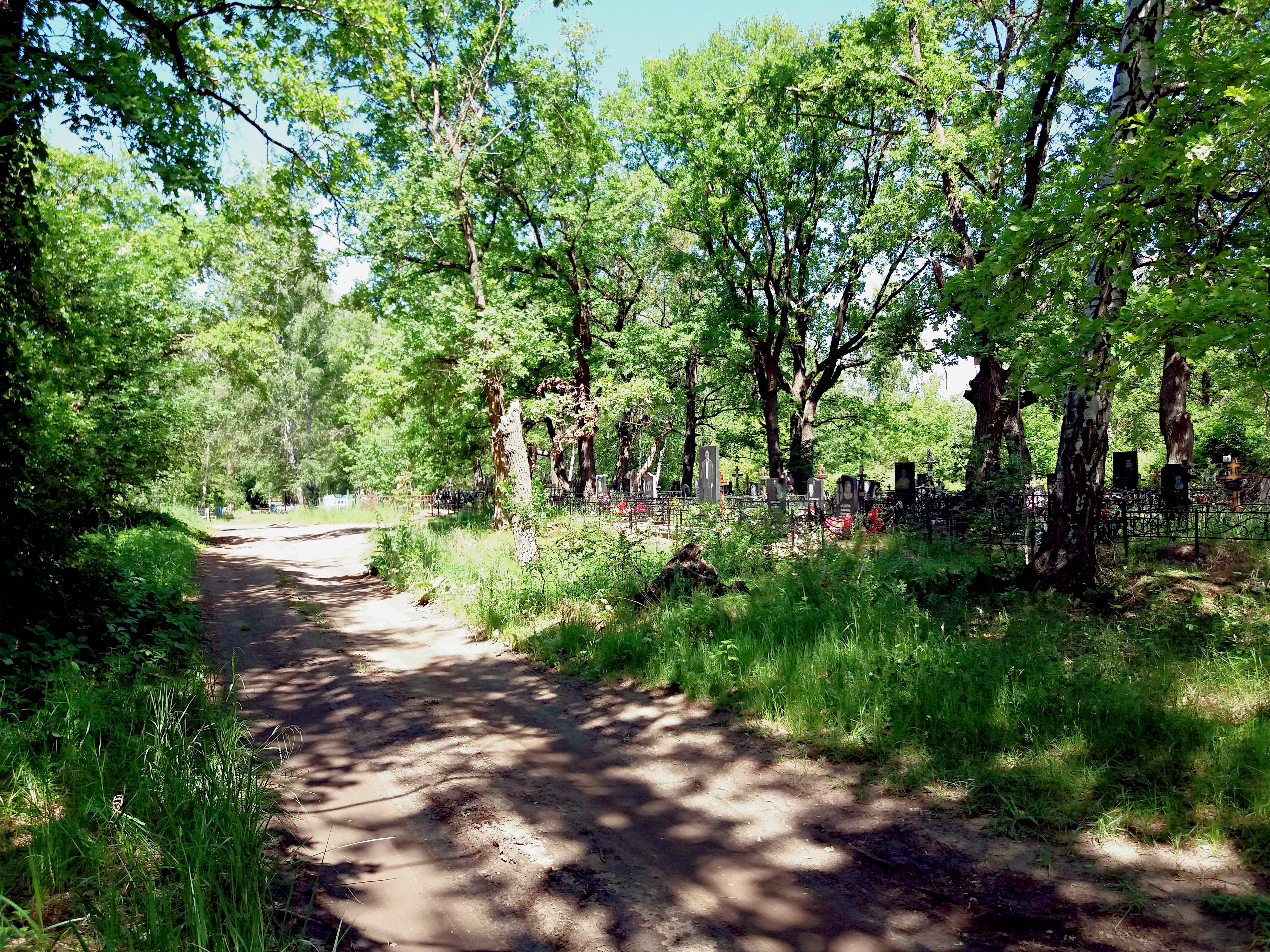
На Заволжском кладбище.
На Заволжском кладбище.
На Заволжском кладбище.
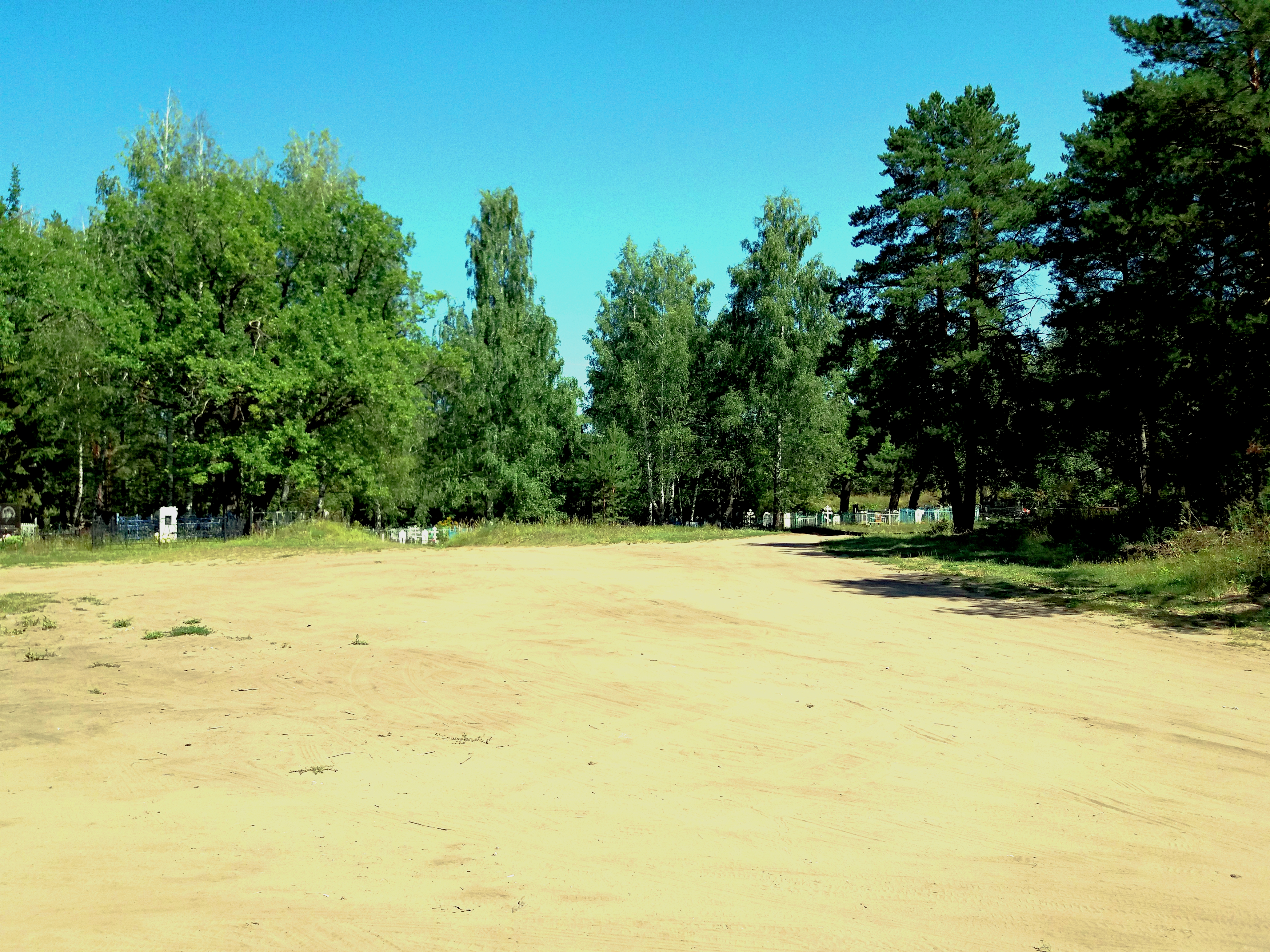
На Заволжском кладбище.
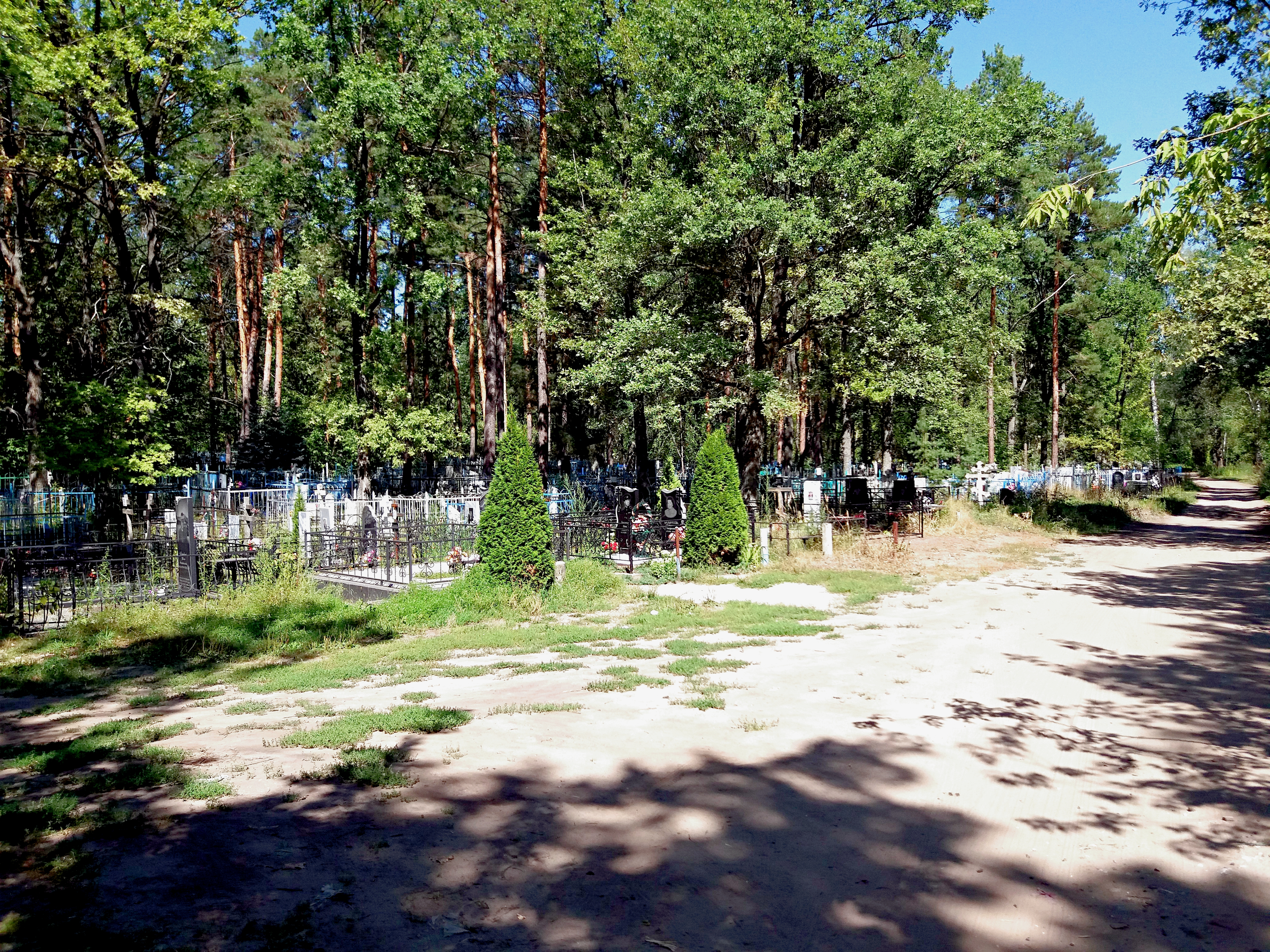
На Заволжском кладбище.
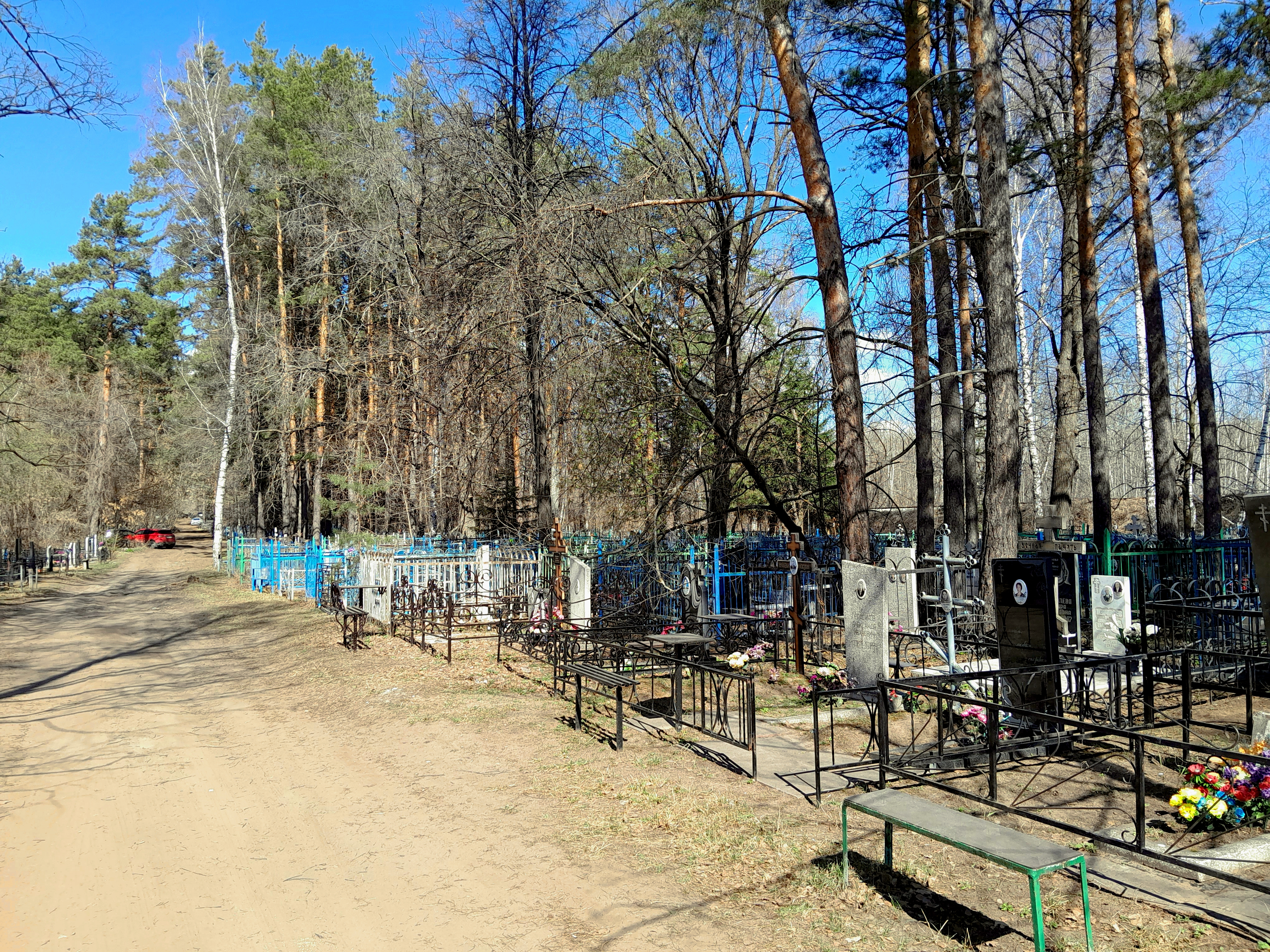
На Заволжском кладбище.